# Списак томова серије Томие

Томие је манга серија коју је написао и нацртао Џунџи Ито. Оригинално је издавана од 1987. до 2000. године у шоџо часопису Monthly Halloween. У Србији, издавачка кућа Дарквуд је превела наслов 2022. године.
Прва два тома испрва су објављена у збирци Џунџи Ито – хорор комик колекција. Касније су та два тома спојена и објављена као Томие Зен. Трећи део приче, оригинално објављиван у часопису Немуки као Нова Томие (新しい富江, Atarashī Tomie), марта 2001. године сакупљен је у један том под називом Томие опет: Томие део трећи.
Манга је касније опет издата, са свим поглављима спакованим у два тома и као део колекције Џунџи Ито – музеј хорора. Јапанска издавачка кућа је потом 2011. године ставила ова два тома у збирку Џунџи Ито – колекција ремек-дела.

## Списак томова

### Јапанско издање

#### Џунџи Ито – хорор комик колекција
| - 1. „Томие” (富江 ) - 2. „Фотографија” (写真 ) - 3. „Пољубац” (接吻 ) - 4. „Вила” (屋敷 ) - 5. „Освета” (復讐 ) - 6. „Језеро испод водопада” (滝壺 ) |

| - 7. „Болница Морита” (富江2 森田病院編 2: ) - 8. „Подрум” (地下室 ) - 9. „Уметник” (画家 ) - 10. „Убиство” (暗殺 ) - 11. „Коса” (毛髪 ) - 12. „Усвојена ћерка” (養女 ) |

#### Томие опет: Томие део трећи
| Бр. | Датум издања |            |
| --- | ------------ | ---------- |
| 1 | март 2001.   | 4257904305 |
| \| - 1. „Мали прст” (小指 ) - 2. „Дечак” (少年 ) - 3. „Сирово” (もろみ ) - 4. „Бебиситерка” (ベビーシッター ) - 5. „Окупљање” (ある集団 ) - 6. „Манијак” (通り魔 ) - 7. „Топ модел” (トップ・モデル ) - 8. „Ружна старица” (老醜 ) \| |              |            |
| - 1. „Мали прст” (小指 ) - 2. „Дечак” (少年 ) - 3. „Сирово” (もろみ ) - 4. „Бебиситерка” (ベビーシッター ) - 5. „Окупљање” (ある集団 ) - 6. „Манијак” (通り魔 ) - 7. „Топ модел” (トップ・モデル ) - 8. „Ружна старица” (老醜 )       |              |            |

#### Џунџи Ито – музеј хорора
| - 1. „Томие” (富江 ) - 2. „Болница Морита” (富江2 森田病院編 2: ) - 3. „Подрум” (地下室 ) - 4. „Фотографија” (写真 ) - 5. „Пољубац” (接吻 ) - 6. „Вила” (屋敷 ) - 7. „Освета” (復讐 ) - 8. „Језеро испод водопада” (滝壺 ) - 9. „Уметник” (画家 ) |

| - 10. „Убиство” (暗殺 ) - 11. „Коса” (毛髪 ) - 12. „Усвојена ћерка” (養女 ) - 13. „Мали прст” (小指 ) - 14. „Дечак” (少年 ) - 15. „Сирово” (もろみ ) - 16. „Бебиситерка” (ベビーシッター ) - 17. „Окупљање” (ある集団 ) - 18. „Манијак” (通り魔 ) - 19. „Топ модел” (トップ・モデル ) - 20. „Ружна старица” (老醜 ) |

### Српско издање
Српско издање прати редослед поглавља из колекције Џунџи Ито – музеј хорора, расподељених у три тома.
| - 1. „Томие” (富江 ) - 2. „Болница Морита” (富江2 森田病院編 2: ) - 3. „Подрум” (地下室 ) - 4. „Фотографија” (写真 ) - 5. „Пољубац” (接吻 ) |

| - 6. „Вила” (屋敷 ) - 7. „Освета” (復讐 ) - 8. „Језеро испод водопада” (滝壺 ) - 9. „Уметник” (画家 ) - 10. „Убиство” (暗殺 ) - 11. „Коса” (毛髪 ) - 12. „Усвојена ћерка” (養女 ) |

| - 13. „Мали прст” (小指 ) - 14. „Дечак” (少年 ) - 15. „Сирово” (もろみ ) - 16. „Бебиситерка” (ベビーシッター ) - 17. „Окупљање” (ある集団 ) - 18. „Манијак” (通り魔 ) - 19. „Топ модел” (トップ・モデル ) - 20. „Ружна старица” (老醜 ) |